# 新秩序 (印度尼西亚)

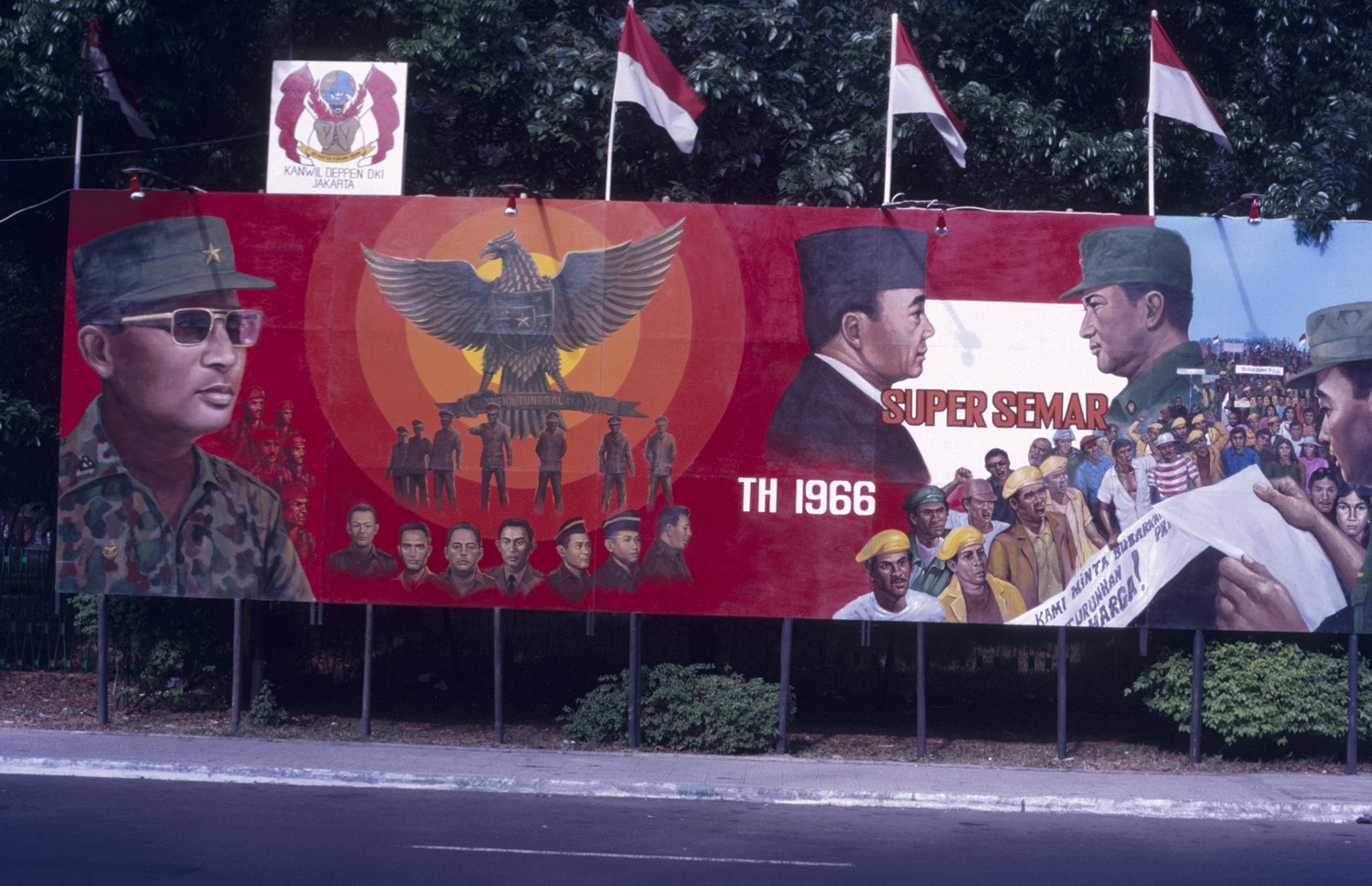
“新秩序”时期苏哈托的政治宣传

新秩序是印度尼西亞第二任總統蘇哈托於1966年掌權後，為與前任總統蘇卡諾的「舊秩序」（Orde Lama）有所區別而使用的政治語言。一般而言，新秩序所形容的即是蘇哈托領導專業集團黨執政的時期（1966年—1998年）。“新秩序”一词最近已成为苏哈托统治时期的代名词。
1965年发动政变后，政治局势不明朗，但苏哈托新政权获得了希望摆脱印度尼西亚自独立以来的问题的团体的大力支持。1960年代代吸收了一群新的年轻领导者和新的思维的进入政府。在印度尼西亚经历的社会和政治冲突，1950年代末至1960年代中期的经济崩溃和社会崩溃之后，“新秩序”致力于实现和维护政治秩序，经济发展以及消除对社会和政治进程的集体参与。
几年之内，他的许多最初盟友变得冷漠或反对新秩序，新秩序由一个由狭隘的平民团体支持的军政府组成。在大多数迫使苏哈托于1998年辞职印度尼西亚的革命然后获得政权的民主运动中，“新秩序”一词变得令人讨厌。 它经常用于描述与苏哈托时代有关或支持他的独裁政权的做法的人物，例如腐败，官商勾结和大镇压。此外，蘇哈托任內印度尼西亞吞併了葡屬帝汶，雖扩大了印尼的版图，但导致了大量平民丧生。